# Isohypse

Hoogtelijnen die een heuvel weergeven

Een isohypse of hoogtelijn is een lijn op een kaart die punten met gelijke hoogte boven zeeniveau met elkaar verbindt.
Wanneer isohypsen dicht bij elkaar liggen indiceert dit derhalve een steile helling. Wanneer ze ver van elkaar liggen indiceert dit een geleidelijke helling. Een gesloten isohypse is een indicatie voor een top of een inzinking.
Voor boeren is het belangrijk evenwijdig aan de isohypsen te ploegen, om zo erosie tegen te gaan.